# Temporada de furacões no oceano Atlântico de 2001
A temporada de furacões no Atlântico de 2001 começou oficialmente em 1 de Junho de 2001 e terminou em 30 de Novembro de 2001. Estas datas delimitam convencionalmente o período de cada ano quando a maioria dos ciclones tropicais formam-se na bacia do Atlântico. A temporada de 2001 foi a segunda temporada seguida no qual nenhum furacão fez landfall nos Estados Unidos, o que é altamente anormal. A última vez que isto ocorreu foi durante as temporadas de 1981 e de 1982.
Tempestades notáveis de 2001 incluem a tempestade tropical Allison, o furacão Iris e o furacão Michelle. Allison causou bilhões de dólares em prejuízos quando causou enchentes em Houston, Texas. Iris causou danos generalizados em Belize quando fez landfall como um furacão de categoria 4. Michelle foi responsável por numerosas mortes e por danos em grande escala na Jamaica, em Cuba, nas Honduras e na Nicarágua.
Uma grande quantidade de tempestades tropicais dotados de nome se degeneraram, interrompendo suas trajetórias, e após se reformaram. Esta temporada foi muito ativa durante os últimos meses do ano e detém o recorde de maior número de tempestades formadas num mês de Novembro (juntamente com a temporada de 2005), com três tempestades dotadas de nome (Michelle, Noel e Olga).

## Nomes das tempestades
Os nomes seguintes foram usados para dar nomes a tempestades que se formam em 2001 no oceano Atlântico. Esta é a mesma lista usada na temporada de 1995, exceto por Luis, Marilyn, Opal e Roxanne, que foram substituídos por Lorenzo, Michelle, Olga e Rebekah.
| - Allison - Barry - Chantal - Dean - Erin - Felix - Gabrielle | - Humberto - Iris - Jerry - Karen - Lorenzo - Michelle - Noel | - Olga - Pablo (Sem usar) - Rebekah (Sem usar) - Sebastien (Sem usar) - Tanya (Sem usar) - Van (Sem usar) - Wendy (Sem usar) |

Devidos aos impactos causados pela tempestade tropical Allison e pelo furacão Michelle, seus nomes foram retirados e substuídos por Andrea e Melissa, que foram usados na temporada de 2007.